# Радивојевић
Радивојевић је патронимско презиме настало од мушког имена Радивоје. Значајни људи са презименом су:
- Бранко Радивојевић (рођен 1980), словачки професионални хокејаш српског порекла
- Владимир Радивојевић (рођен 1986), српски професионални фудбалер
- Вук Радивојевић (рођен 1983), српски професионални кошаркаш
- Десница Радивојевић, босански политичар
- Катарина Радивојевић (рођена 1979), српска глумица
- Милош Радивојевић (рођен 1939), српски телевизијски и филмски редитељ
- Павле Радивојевић (1759–1829), аустријски генерал наполеонске епохе српских претеча
- Саша Радивојевић (рођен 1979), српски професионални фудбалски голман